# Озеро Ніжності

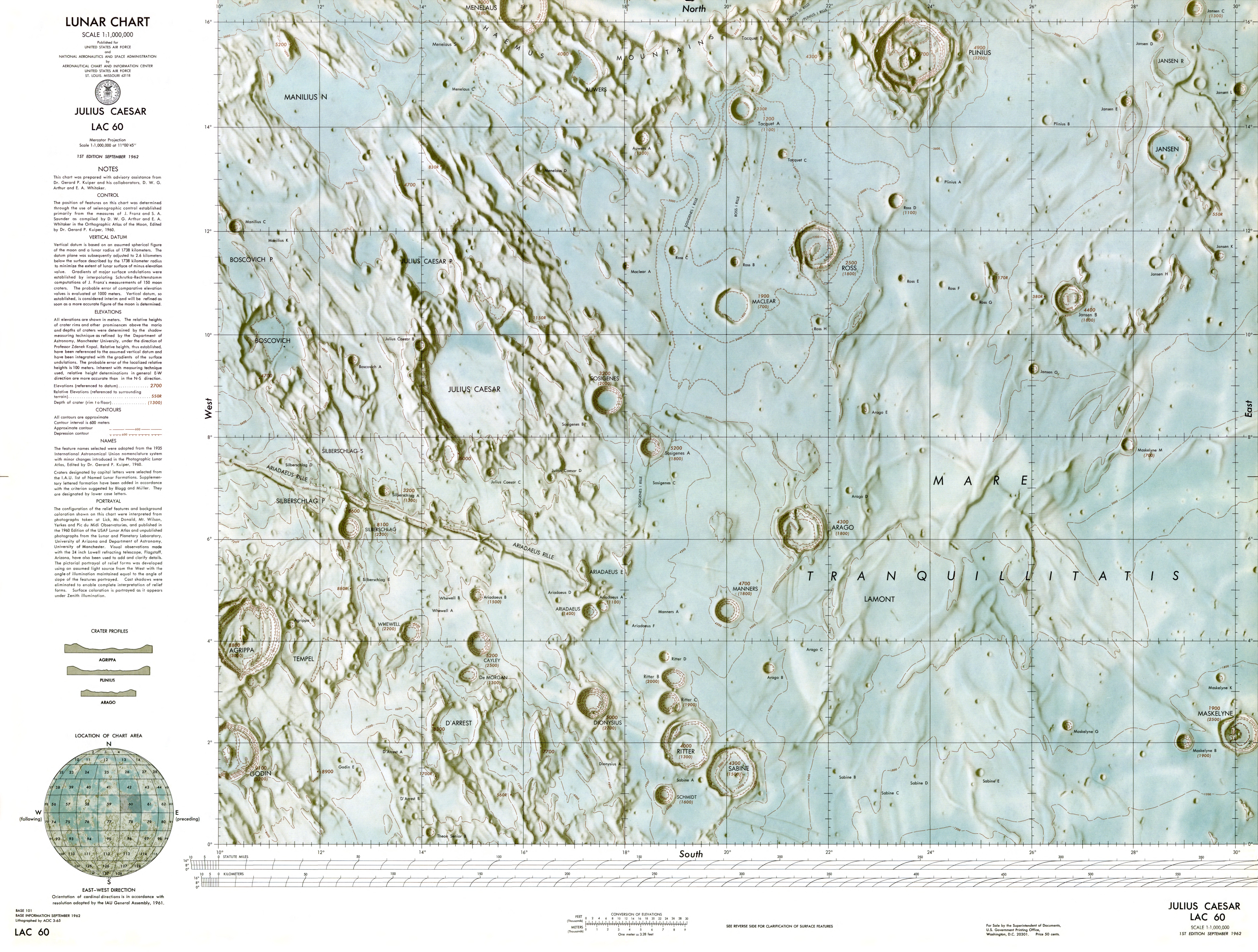
Карта регіону (1962). Озеро Ніжності, підписане як Manilius N, — у верхньому лівому куті.

Озеро Ніжності (лат. Lacus Lenitatis) — маленька морська ділянка на видимому боці Місяця, між морями Парів, Ясності та Спокою. Розмір — близько 80 км. Сучасна назва цього озера з'явилася на карті, виданій 1973 року Військовим картографічним агентством США для НАСА, і 1976 року була затверджена Міжнародним астрономічним союзом. Раніше воно називалося «Манілій N» за ім'ям сусіднього кратера Манілій.

## Розташування й суміжні об'єкти
Координати центра Озера Ніжності — 14°18′ пн. ш. 12°06′ сх. д. / 14.3° пн. ш. 12.1° сх. д. На північному сході від нього починаються невисокі хребти Гемських гір, між якими лежить ще кілька озер. Це Озеро Зими на сході, Озеро Радості на північному сході та Озеро Смутку на північному заході. Крім того, поблизу є кілька менших морських ділянок — залитих лавою кратерів.
За 40 км на захід від Озера Ніжності лежить молодий яскравий 40-кілометровий кратер Манілій. В околицях розкидані його сателіти, два з яких — Манілій X та Манілій W — розташовані на східному березі озера. Це єдині його найменовані кратери станом на 2015 рік.

## Опис
За формою Озеро Ніжності нагадує гриб. Його розмір становить 70 км зі сходу на захід та 80–90 км з південного сходу на північний захід. Береги озера, як і всі материкові ділянки околиць, вкриті «імбрійською скульптурою» — численними невеликими хребтами й западинами, що тягнуться з північного заходу і з'явилися при падінні викидів гігантського басейну Моря Дощів.
Найбільші деталі рельєфу озера — дрібні (до 3 км) кратери. Його західну частину перетинають слабкі світлі промені сусіднього кратера Манілій.
Лава, що вкриває озеро, розлилася в пізньоімбрійській епосі, 3,5–3,7 млрд років тому. Це розраховано з концентрації кратерів, що встигли там накопичитися.
Поверхня Озера Ніжності лежить на 0,8–1,1 км нижче за місячний рівень відліку висот — приблизно на одному рівні з більшістю сусідніх озер та Морем Парів, на кількасот метрів вище за сусідні ділянки Моря Спокою і на 1,5 км вище за Море Ясності.